# Кокран, Тэд
Уильям Тэд Кохран (англ. William Thad Cochran; 7 декабря 1937 — 30 мая 2019) — американский политик, сенатор США от штата Миссисипи с 1978 года, член Республиканской партии. 5 марта 2018 года объявил о своем намерении досрочно покинуть Сенат по состоянию здоровья.
Почётный гражданин города Бишкек.

## Биография
Окончил Университет Миссисипи в 1959 году и получил степень в области права в 1965 году. С 1959 по 1961 год проходил военную службу в Военно-морском флоте США. Занимался юридической практикой в городе Джексон. В 1968 году возглавлял избирательную кампанию Ричарда Никсона в Миссисипи.
Избран в Палату представителей США в 1972 году, во многом благодаря успешному выступлению Никсона в штате во время его переизбрания в 1972 году. Избранные в этом году Кокран и Трент Лотт (тоже будущий сенатор) стали вторым и третьим республиканцами, представляющими Миссисипи в Конгрессе после Реконструкции Юга.
В 1978 году избран в Сенат США на место уходящего на пенсию Джеймса Истлэнда. В настоящее время там возглавляет Комитет по ассигнованиям, который уже возглавлял в 2005—2007 годах. В 2003—2005 годах возглавлял Комитет по сельскому хозяйству, продовольствию и лесоводству.
5 марта 2018 года объявил об отставке 1 апреля.

## Сенат США

### Выборы
В 1978 году сенатор-демократ Джеймс Истленд, занимавший шесть сроков, решил уйти в отставку. Кокран баллотировался на место и выиграл праймериз республиканцев, победив сенатора штата и бывшего прокурора округа Джонс Чарльза У. Пикеринга, набрав 69–31%. На всеобщих выборах он столкнулся с демократом Морисом Дантеном, бывшим окружным прокурором, одержавшим победу на предварительных выборах с четырьмя участниками при поддержке Истленда, и независимым кандидатом Чарльзом Эверсом, мэром Фейета. Эверс, первый афроамериканец, избранный мэром города Миссисипи после реконструкции, разделил голоса демократов, и Кокран победил с большинством голосов, набрав 45,3% против 31,8% Дантина и 22,6% Эверса. Это сделало Кокрена первым республиканцем, выигравшим выборы в штате Миссисипи за столетие, и, таким образом, стал первым новым сенатором США от штата Миссисипи после Джона К. Стенниса в 1947 году. Губернатор Клифф Финч назначил Кокрана на оставшуюся неделю срока полномочий Истленда.
Кокран столкнулся с ожидаемой серьёзной проблемой переизбрания от действующего губернатора-демократа Уильяма Винтера в 1984 году, но он был легко переизбран — 60,9% против 39,1%. На протяжении десятилетий Кокран не сталкивался с серьёзными соперниками. В 1990 году он не встретил сопротивления и набрал 71 процент голосов в 1996 году. Кандидат от демократов Бути Хант, бывший заводской рабочий, получил 27,4 процента голосов. В 2002 году против него не выступал ни один демократ, и он столкнулся только с кандидатом от Партии реформ Шоном О'Хара, опередив его на 84,6% против 15,4%. Он столкнулся со своим первым серьёзным соперником за двадцать четыре года в 2008 году, когда демократы выдвинули представителя штата Эрика Р. Флеминга. В год, когда демократы добились значительных успехов, Кокран все же был переизбран, набрав 61,4—37,6 процента. В 2014 году Кокран столкнулся с основной проблемой со стороны кандидата, поддерживаемого Чаепитием, Криса Макдэниела. Поскольку ни один из кандидатов не набрал 50% на республиканских предварительных выборах, был проведен второй тур выборов; Кокран с небольшим перевесом победил Макдэниела во втором туре и выдвинул кандидатуру республиканцев на седьмой срок в Сенат.

### Срок пребывания в должности
Как правило, Кокран сохранял более низкий национальный статус, чем можно было бы предположить для человека, который провел почти полвека в Вашингтоне, включая семь сроков в Сенате. Однако он имел значительное влияние за кулисами, особенно в Миссисипи.
В марте 1981 года, после того как сенатский комитет по сельскому хозяйству подавляющим большинством голосов одобрил предложение о временном замораживании уровня поддержки цен на молочные продукты и тем самым принес президенту Рональду Рейгану его первую победу в Конгрессе за сокращение федеральных расходов, Кокран заявил, что голосование было «большим успехом». Победа «Рейгана» и «очень важный первый шаг к принятию его программы Конгрессом».
В апреле 1981 года вместе с Бобом Паквудом, Дэниелом Патриком Мойниханом, Джоном Хайнцем, Дэвидом Прайором, Спарком М. Мацунагой, Дональдом У. Риглом-младшим и Биллом Брэдли Кокран был одним из восьми сенаторов, которые выступили соучредителями двухпартийного шестилетнего эксперимента в уход на дому за престарелыми и инвалидами с целью предоставления альтернативы дорогостоящим больницам и учреждениям сестринского ухода, которые создадут систему, в которой как медицинские, так и социальные потребности будут удовлетворяться на дому с помощью медсестер, поддерживаемых государством и государством, домохозяек, специалисты в области здравоохранения и ассортимент помощников. В рамках программы также должны были быть задействованы группы медицинских помощников в 10 штатах, проверяющие пожилых людей и инвалидов, желающих попасть в дома престарелых, а затем помощники должны были решить, «может ли человек оставаться дома без стационарного ухода, если медсестра или помощник могут это сделать», помочь с такими задачами, как приготовление еды, одевание или подъём по лестнице».
Кокран был заместителем председателя Сенатской республиканской конференции с 1985 по 1991 год и председателем с 1991 по 1996 год. Он первый республиканец из бывшего Конфедеративного штата, который возглавлял сенатский комитет по сельскому хозяйству (с 2003 по 2005 год). Будучи председателем сенатского комитета по ассигнованиям, Кокран работал над ускорением процесса утверждения законопроектов о расходах, чтобы свести к минимуму межпартийные стычки. Он был высокопоставленным республиканцем в Комитете по ассигнованиям с 2007 по 2014 год.
В июне 1991 года Кокран представил закон, согласно которому будет создана комиссия из трех членов, назначаемых президентом для надзора за признанием индейских племен и ускорения процесса, а также сохранены критерии бюро и увеличено федеральное финансирование комиссии до 1,5 миллиона долларов с 450 000 долларов. Затем направляется в бюро для рассмотрения заявлений о признании. Кокран сказал, что он «поддерживает попытки установить процедуру, которая позволила бы решать эти вопросы комиссией», и что это лучшая альтернатива попыткам «призвать Конгресс принять решения, для принятия которых мы действительно не имеем права».
В июне 1996 года Кокран баллотировался на пост лидера большинства в Сенате, чтобы сменить республиканца Боба Доула, который ушёл из Сената, чтобы сосредоточиться на своей президентской кампании. Кокран столкнулся со своим коллегой из Миссисипи Трентом Лоттом, тогдашним лидером большинства в Сенате. Кокран назвал себя «институционалистом», который хотел бы восстановить общественное доверие к Конгрессу путем компромисса в конфликте. Лотт пообещал «более агрессивный» стиль руководства и обхаживал молодых консерваторов Сената. Кокран проиграл 44 голоса против 8.
В 2005 году законопроект о сельскохозяйственных ассигнованиях, предложенный комитетом под председательством Кокрана, содержал положение (раздел 782), в котором говорилось:
Федеральный объект, расположенный на экспериментальной станции филиала Южного Миссисипи в Попларвилле, штат Миссисипи, и известный как «Южная садоводческая лаборатория», будет называться и обозначаться как «Южная садоводческая лаборатория Тада Кокрана».
Кокран был председателем комитета Сената по ассигнованиям, когда он принял Закон о консолидированных ассигнованиях 2018 г. (HR 1625), который был подписан 23 марта 2018 г. и содержал положение (раздел VI, раздел 632), в котором говорилось:
(a) Здание суда Соединенных Штатов, расположенное по адресу 501 East Court Street в Джексоне, штат Миссисипи, будет называться и обозначаться как «Здание суда Соединенных Штатов Тада Кокрана». (b) Любая ссылка в законе, карте, постановлении, документе, документе или другом документе Соединенных Штатов на здание суда Соединенных Штатов, указанное в подразделе (а), считается ссылкой на «Здание суда Соединенных Штатов Тада Кокрана».
Положение о названии здания суда в закон было включено сенатором Патриком Лихи от Вермонта, который был высокопоставленным демократом в комитете и считал Кокрена своим ближайшим другом в Сенате. 9 августа 2018 года состоялась церемония присвоения имени Тада Кокрана зданию суда США в Джексоне, штат Миссисипи.
5 марта 2018 г. Кокран объявил, что уйдет из Сената 1 апреля 2018 г. Он является одним из членов Конгресса, проработавших дольше всех в истории. Официальные документы Кокрана, включая «3500 погонных футов документов и почти 6 терабайт цифровых файлов» за 45 лет службы, будут храниться в Современном политическом архиве Университета Миссисипи.
12 мая 2018 года Университет Миссисипи наградил Кокрана Гуманитарной премией штата Миссисипи, присуждаемой «выдающимся деятелям, сыгравшим важную роль в формировании государства». Предыдущие получатели включают Джима и Салли Макдоннелл Барксдейл, бывшего губернатора Уильяма и Элиз Винтер и борца за гражданские права Мирли Эверс-Уилламс.
13 июня 2005 г. Сенат США официально извинился за то, что не принял федеральный закон о борьбе с линчеванием в начале XX века, «когда он был больше всего нужен». Резолюция была принята голосованием при соавторстве 80 сенаторов. Кокран и его коллега из Миссисипи Трент Лотт были среди 20 сенаторов, которые не стали соавторами. Кокран сказал: «Я не собираюсь извиняться за то, что кто-то сделал или не сделал. Я сожалею и сожалею о том, что произошло линчевание и что те, кто его совершил, не были наказаны, но я не виновен».